# Popo Park FC
Der Popo Park FC war ein mexikanischer Fußballverein aus Mexiko-Stadt, der in der Saison 1909/10 in der Hauptstadtliga mitwirkte und die Vizemeisterschaft hinter dem damaligen „Serienmeister“ Reforma gewann. Es war jedoch die einzige Saison des Vereins, der genauso schnell verschwand wie er einst aufgetaucht war.
Gegründet wurde der Verein, dessen Sportplatz sich an der Straße San Antonio Abad befand, von einem Herrn Boardman, der in der Saison 1904/05 Spieler beim British Club war und später nach Pachuca verzog. Benannt war der Verein nach dem südöstlich von Mexiko-Stadt gelegen Popo Park in der Gemeinde Atlautla im Bundesstaat México.